# 東住吉警察署
東住吉警察署（ひがしすみよしけいさつしょ）は、大阪府警察が管轄する警察署の一つ。
警察署庁舎老朽化のため、旧庁舎を取壊し、新庁舎を建設していたが、これが完成し、2021年（令和3年）11月29日に開業した。
なお、新庁舎建設中は、仮庁舎（同区山坂3丁目1番28号）にて業務を行っていた。（2018年（平成30年）10月15日～2021年（令和3年）11月29日）

## 所在地
- 大阪市東住吉区東田辺二丁目11番39号
  - Osaka Metro谷町線 駒川中野駅
  - JR阪和線 南田辺駅
  - 近鉄南大阪線　針中野駅

## 管轄区域
- 大阪市東住吉区
- 松原市の一部
  - 天美北四丁目、天美北五丁目、天美北八丁目（大和川右岸以北の区域）

## 沿革
- 1938年（昭和13年） 田辺警察署として開署。
- 1971年（昭和46年） 現在地に移転新築。
- 1974年（昭和49年） 東住吉警察署に改称。
- 2018年（平成30年）10月15日　警察署庁舎現地建替のため、山坂三丁目の仮庁舎に移転。
- 2021年（令和3年）10月29日　新庁舎が完成、業務開始。

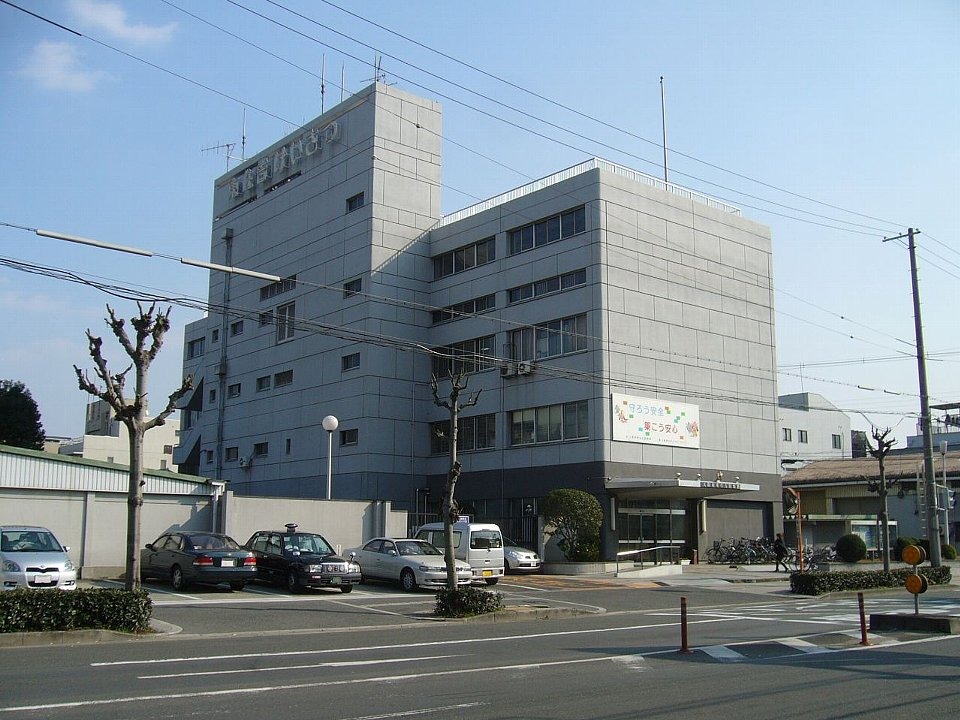
旧庁舎

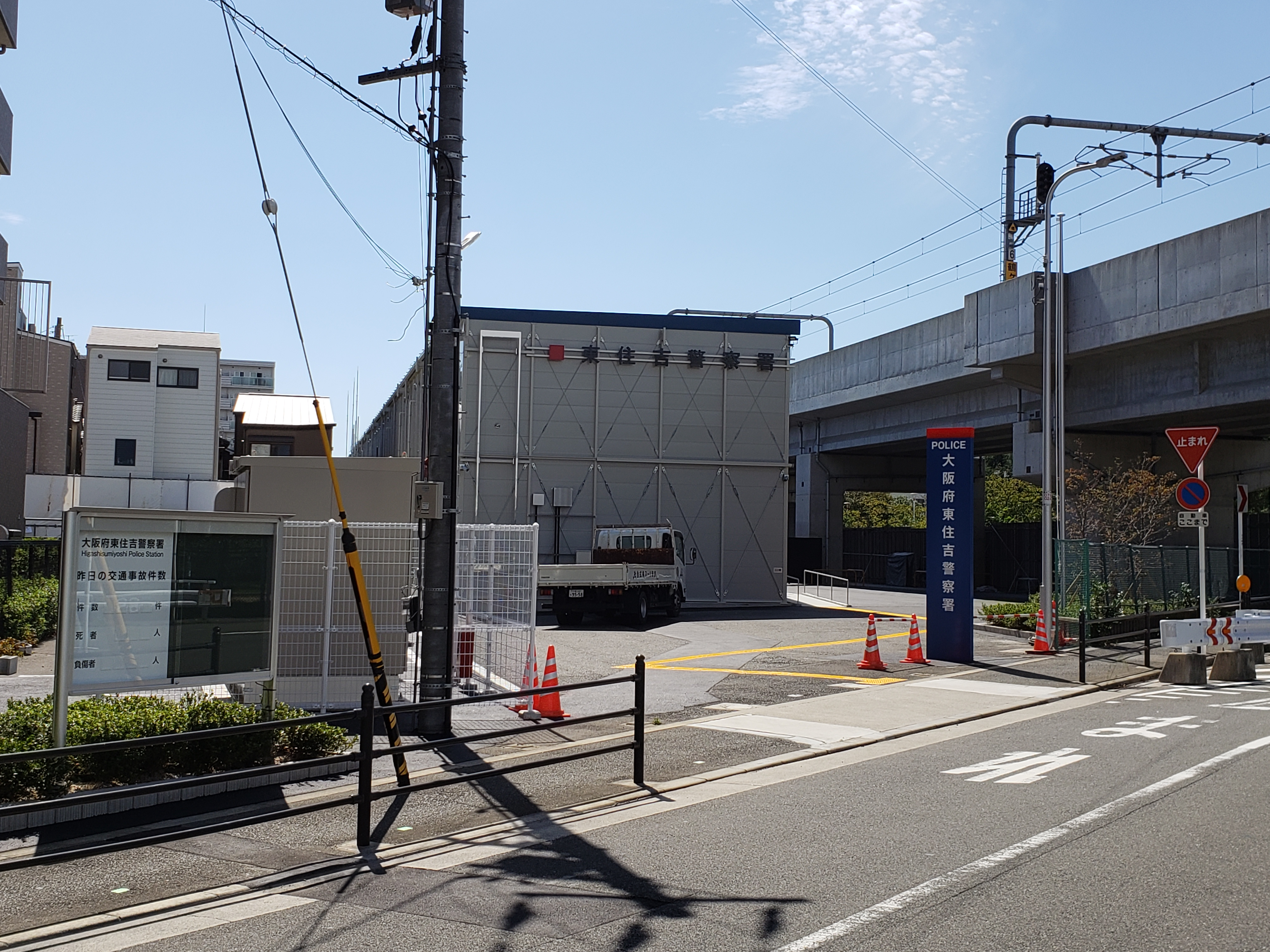
仮庁舎

## 交番
- 北田辺交番 - 大阪市東住吉区北田辺四丁目10番26号
- 杭全交番 - 大阪市東住吉区杭全六丁目6番5号
- 駒川中野駅前交番 - 大阪市東住吉区駒川三丁目27番20号
- 住道矢田交番 - 大阪市東住吉区住道矢田二丁目8番5号
- 鷹合交番 - 大阪市東住吉区鷹合二丁目5番8号
- 東部市場前交番 - 大阪市東住吉区今林一丁目2番68号
- 矢田駅前交番 - 大阪市東住吉区矢田四丁目16番11号
- 湯里交番 - 大阪市東住吉区湯里二丁目4番8号